# Leif Hagensen
Leif Regnar Møller Hagensen (* 28. August 1900 in Viborg; † 8. Februar 1976) war ein dänischer Kaufmann.

## Leben
Leif Hagensen war der Sohn des Direktors Carl Peder Jørgen Møller und seiner Frau Petra Emma Johanna Louise Beate Hansen. Er wurde im Alter von 10 Jahren am 25. Oktober 1910 vom Kaufmann Hakan Hagensen und seiner Frau Anine Petra Christensen adoptiert. Leif Hagensen kam 1923 nach Grönland und wurde in Qaqortoq im Handel angestellt. Am 22. August 1928 heiratete er in Frederiksberg Ruth Julie Gnatt Hastrup (1910–1986), die Tochter des Inspektors von Grönland Oluf Hastrup (1875–1933) und seiner Frau Julie Gnatt (1888–1967). Leif Hagensen diente in den folgenden drei Jahrzehnten als Kolonialverwalter in mehreren Kolonien in Südgrönland und einige Jahre auch in Nordgrönland. Von 1948 bis 1950 war er Mitglied der Grønlandskommission. Er beendete seine Karriere drei Jahre später dort, wo er sie 30 Jahre zuvor begonnen hatte, in Qaqortoq, und kehrte nach Dänemark zurück, wo er sich in Hellerup niederließ. Er starb 1976 im Alter von 75 Jahren nach langer schwerer Krankheit.